# Erioptera (Erioptera) chlorophylla
Erioptera (Erioptera) chlorophylla is een tweevleugelige uit de familie steltmuggen (Limoniidae). De soort komt voor in het Nearctisch gebied.